# گنچ‌عثمان (بایبورد)
گنچ‌عثمان (به ترکی استانبولی: Gençosman) یک منطقهٔ مسکونی در ترکیه است که در بایبورد واقع شده‌است. گنچ‌عثمان ۳۴۱ نفر جمعیت دارد.